# Hans-Jörg Feltes
Hans-Jörg „Häns“ Feltes (* 23. September 1959) ist ein deutscher Volleyballspieler.

## Karriere
Feltes spielt seit 1970 Volleyball beim Dürener TV. Von 1975 bis 1995 war der Zuspieler in der ersten Mannschaft aktiv und stieg in dieser Zeit dreimal in die erste Bundesliga auf. Anschließend spielte Feltes mit der zweiten Mannschaft in der Regionalliga West sowie in der Senioren-Mannschaft des Dürener TV, mit der er 2013 und 2014 Deutscher Ü53-Meister wurde.

## Privates
Feltes ist zweifacher Vater. Er leitet das Bürgerbüro der Stadt Düren.